# Саласар, Габриэль
Габриэль Саласар Вергара (исп. Gabriel Salazar Vergara; родился 31 января 1936, Сантьяго) — чилийский историк леворадикальных взглядов. В своей стране он известен исследованиями социальной истории и социальных движений, в частности недавних студенческих протестов 2006 и 2011—2012 годов.
Выходец из семьи рабочего класса, Саласар изучал историю, социологию и философию в Чилийском университете и некоторое время был ассистентом социального историка Марио Гонгоры и византиста Эктора Эрреры Кахаса. Саласар был членом Левого революционного движения (МИР), пока в 1973 году после переворота не был схвачен военными и подвергнут пыткам на вилле Гримальди. Освободившись в 1976 году, он отправился в изгнание в Великобританию, где получил стипендию для продолжения обучения в Университете Халла.
В 1984 году он получил там докторскую степень по экономической и социальной истории в этом университете. В следующем году он вернулся в Чили. Он был профессором факультетов философии и гуманитарных наук, социальных наук, экономики и права в Чилийском университете. С 2018 года является профессором факультета истории, географии и литературы Столичного университета педагогических наук (UMCE) .
Предметом его исследований были исторически угнетённые категории населения: пеоны, пролетарии и другие трудящиеся, сироты-уачо и женщины. Саласар является одним из основателей историографического течения, известного как «Новая социальная история» (Nueva Historia Social). Саласар рассматривает историю как инструмент для социального действия. В своих интервью, отвергая ярлык «марксиста», он определяет себя «левым, критическим социальным историком». Награждён Национальной исторической премией 2006 года.

## Биография
Саласар родился в бедной религиозной католической семье, жившей в столичных трущобах (población) Мануэль Монтт.
В 1956 году поступил в Педагогический институт Чилийского университета, где в 1960 году получил квалификацию преподавателя истории, географии и гражданского образования. Затем он изучал философию и социологию, получив соответствующие степени в 1963 и 1969 годах соответственно. С 1964 по 1968 год он работал в Институте истории Папского католического университета Вальпараисо вместе с Эктором Эррерой Кахасом. Там он преподавал теорию истории.
После государственного переворота Аугусто Пиночета против президента-социалиста Сальвадора Альенде Саласар как активист МИР (1970—1979) был арестован и доставлен на Виллу Гримальди, где его пытали. В заключении разработал курс по экономической истории Чили, который позже ляжет в основу книги «История капиталистического накопления в Чили».
В 1976 году он был освобожден и отправился в политэмиграцию в Великобританию. Благодаря стипендии он сумел получить степень доктора экономической и социальной истории в Университете Халла с диссертацией «Предприниматели и рабочие в переходе к промышленному капитализму Чили, 1820—1878 гг.» под научным руководством историка-троцкиста Тома Кэмпа.
В 1985 году он вернулся на родину со своей семьёй и опубликовал докторскую диссертацию под названием «Трудящиеся, пеоны и пролетарии». Присоединился к Университету ARCIS, где много лет возглавлял кафедру истории Чили, пока не ушёл в середине 2006 года по причине разногласий с руководством. В том же году он был удостоен Национальной премии истории Чили и стал директором программы социальной истории в Боливарианском университете, где оставался несколько лет.
Саласар работал на факультете исторических наук своей альма-матер профессором истории Чили XIX века, новой истории и теории истории и преподавал социологию студентам Университета Альберто Уртадо. Однако был вынужден уйти в отставку из Чилийского университета из-за обвинений в мачизме и женоненавистничестве за высказывания в защиту своего друга Леонардо Леона, уволенного после многочисленных жалоб студенток на харрасмент.

## Взгляды
Из вклада Саласара в историографию страны стоит отметить формирование с Марией Анхеликой Ильянес, Хулио Пинто Вальехосом, Марио Гарсесом и своим оппонентом Серхио Гресом исследовательского подхода «истории снизу», с точки зрения угнетённых слоёв и классов общества. Выделяются его исследования на тему народных и социальных движений XIX—XX веков.
Главным теоретическим инструментом его историографического течения под названием «Новая социальная история», возникшего в Англии среди чилийской академической эмиграции является гуманистический марксизм, связанный с историографической школой британца Э. П. Томпсона. Их течение преследует цели ревизии народного политического проекта, носителями которого выступает не классический промышленный пролетариат, а эксплуатируемые массы вообще.
Последние, по мнению этих авторов, на протяжени истории Чили добивались, основываясь на своей главной силе — солидарности — известных успехов, но систематически подавлялись олигархией свободного рынка (битва при Лиркае 1829 года и Конституция 1833 года против федеративного проекта либералов-пипиоло и ремесленников), мезократией (господством среднего класса) национального развития (Трудовой кодекс и Конституция 1925 года против движения социократических ассамблей) или обоими сразу (не только пиночетовская хунта, но и правительственная бюрократия Народного единства против зародышей народной власти в 1972—1973 годах).
Саласар описывает студенческий конфликт в Чили 2011—2012 годов как продолжение этой долгой борьбы между народными гражданскими движениями и гражданскими и военными диктатурами. В октябре 2011 года он возглавил кампанию, направленную на проведение гражданского плебисцита по требованиям, лежащим в основе протестов чилийских студентов.
Саласар критиковал различных исторических личностей, таких как Хосе Мигель Каррера и Диего Порталес. Споры вызывала и его критика современников, включая товарищей по движению вроде руководительницы студенческих протестов Камилы Вальехо (Саласар заявлял, что если ей хватит ума, то она покинет Коммунистическую партию Чили).